# Brazilian Byrd
| Recensione | Giudizio |
| ---------- | -------- |
| AllMusic   |          |

Brazilian Byrd è un album discografico del chitarrista jazz statunitense Charlie Byrd, pubblicato casa discografica Columbia Records nel settembre del 1965.

## Tracce

### LP
Lato A
1. Corcovado – 2:35 (Antônio Carlos Jobim) – Arrangiamento di Tom Newsom
2. Jazz 'N' Samba (So danco Samba) – 2:19 (Norman Gimbel, Antônio Carlos Jobim, Vinícius de Moraes) – Arrangiamento di Tom Newsom
3. That Look You Wear (Êste seu olhar) – 2:28 (Antônio Carlos Jobim, Gene Lees) – Arrangiamento di Charlie Byrd
4. The Girl from Ipanema – 2:44 (Norman Gimbel, Antônio Carlos Jobim, Vinícius de Moraes) – Arrangiamento di Tom Newsom
5. Samba do Avião (From Copacabana Palace) – 2:21 (Antônio Carlos Jobim) – Arrangiamento di Tom Newsom
6. Engano – 2:20 (Luiz Bonfá, Antônio Carlos Jobim) – Arrangiamento di Charlie Byrd

Lato B
1. Amor e paz – 3:09 (Vinícius de Moraes, Antônio Carlos Jobim) – Arrangiamento di Tom Newsom
2. Dindi – 3:52 (Ray Gilbert, Aloísio de Oliveira, Antônio Carlos Jobim) – Arrangiamento di Tom Newsom
3. Canção do amor demais – 2:20 (Vinícius de Moraes, Antônio Carlos Jobim) – Arrangiamento di Charlie Byrd
4. As praias desertas – 3:01 (Antônio Carlos Jobim) – Arrangiamento di Tom Newsom
5. Samba torto – 2:15 (Antônio Carlos Jobim, Aloísio de Oliveira) – Arrangiamento di Tom Newsom
6. Someone to Light Up My Life (Se todos fossem iguais a você) – 3:10 (Vinícius de Moraes, Antônio Carlos Jobim) – Arrangiamento di Tom Newsom

### CD
Edizione CD del 1994, pubblicato dalla Columbia/Legacy Records (CK 52973)
1. Jazz 'N' Samba (So danco Samba) – 2:23 (Norman Gimbel, Antônio Carlos Jobim, Vinícius de Moraes)
2. Corcovado – 2:57 (Antônio Carlos Jobim)
3. That Look You Wear (Êste seu olhar) – 2:32 (Antônio Carlos Jobim, Gene Lees)
4. The Girl from Ipanema – 2:49 (Norman Gimbel, Antônio Carlos Jobim, Vinícius de Moraes)
5. Samba do Avião (Song of the Jet) – 2:25 (Antônio Carlos Jobim)
6. Engano – 2:26 (Luiz Bonfá, Antônio Carlos Jobim)
7. O amor em paz – 3:12 (Vinícius de Moraes, Antônio Carlos Jobim)
8. Dindi – 3:57 (Ray Gilbert, Aloísio de Oliveira, Antônio Carlos Jobim)
9. Canção do amor demais – 2:23 (Vinícius de Moraes, Antônio Carlos Jobim)
10. As praias desertas – 4:06 (Antônio Carlos Jobim)
11. Samba torto – 2:18 (Antônio Carlos Jobim, Aloísio de Oliveira)
12. Someone to Light Up My Life (Se todos fossem iguais a você) – 3:14 (Vinícius de Moraes, Antônio Carlos Jobim)

Traccia bonus
1. Engano (Alternate take) – 2:21 (Luiz Bonfá, Antônio Carlos Jobim)

## Musicisti
- Charlie Byrd - chitarra, arrangiamenti
- Tom Newsom - arrangiamenti
- Joe Grimm - sassofono (brano: Samba torto)
- Sconosciuti - strumenti ad arco
- Sconosciuti - woodwind
- Sconosciuti - corno francese
- Sconosciuti - strumenti a fiato (tra cui, flauto, oboe e fagotto)
- Sconosciuto - pianoforte
- Sconosciuto - marimba

Note aggiuntive
- Teo Macero - produttore
- Registrazioni effettuate a New York il 21 dicembre 1964 ed il 01 gennaio e 08 febbraio 1965
- Alpha Photos - fotografia copertina frontale album originale (parte sinistra)
- Don Bronstein - fotografia frontale album originale (parte destra)
- Dom Cerulli - note retrocopertina album originale[2][3]